# Convenzione di Balta Liman (1849)
La Convenzione di Balta Liman del 1º maggio 1849 fu un accordo tra l'Impero russo e gli Ottomani che regolava la situazione politica dei due Principati danubiani (la base dell'attuale Romania), firmato all'indomani delle Rivoluzioni del 1848 nella località di Baltalimanı, sul Bosforo. Alla Moldavia, che era stata posta sotto l'occupazione russa nella tarda primavera del 1848 a seguito di un tentativo rivoluzionario, e alla Valacchia, dove un governo provvisorio liberale aveva assunto brevemente il potere prima di affrontare la reazione comune ottomano-russa, fu confermato il loro precedente status di sovranità ottomana e protettorato russo (stabilito per la prima volta nel 1831-32 dal Regulamentul Organic). Vennero aggiunte disposizioni minori, a significare un relativo aumento dell'influenza ottomana: gli ospodari non vennero più eletti a vita dalle Assemblee nazionali locali, ma nominati dalla Sublime Porta per un mandato di sette anni. Una presenza militare comune fu mantenuta fino al 1851. Il documento portò alla nomina di Barbu Dimitrie Știrbei come ospodaro della Valacchia e di Grigore Alexandru Ghica come ospodaro della Moldavia. La Convenzione fu resa nulla dalla Guerra di Crimea (durante la quale i Principati caddero sotto l'occupazione austriaca) e lo stesso sistema statutario fu annullato dal Trattato di Parigi del 1856.